# Parque nacional de Belezma
Parque nacional de Belezma (en árabe:الحظيرة الوطنية بلزمة) es uno de los parques nacionales más importantes del país africano de Argelia. Se encuentra en la provincia de Batna. Creado en 1984, se extiende sobre una superficie de 262,5 km², el clima varía de un clima subhúmedo fresco a partes secas y clima semiárido, que contienen 447 especies de flora (14% del total nacional) y 309 especies de fauna, de los cuales 59 son especies protegidas.